# Atypena cirrifrons
Espèce
Synonymes
- Paranasoona cirrifrons Heimer, 1984

Atypena cirrifrons est une espèce d'araignées aranéomorphes de la famille des Linyphiidae.

## Distribution
Cette espèce se rencontre en Inde, au Sri Lanka, en Thaïlande, au Laos, au Viêt Nam et en Chine au Guangxi,.

## Description
Le mâle holotype mesure 1,8 mm.

## Systématique et taxinomie
Cette espèce a été décrite sous le protonyme Paranasoona cirrifrons par Heimer en 1984. Elle est placée dans le genre Atypena par Tanasevitch en 2014.

## Publication originale
- Heimer, 1984 : « A new linyphiid spider from Vietnam (Arachnida, Araneae). » Reichenbachia, vol. 22, p. 87-89.